# Lijst van voetbalinterlands Argentinië - Mexico
Deze lijst van voetbalinterlands is een overzicht van alle officiële voetbalwedstrijden tussen de nationale teams van Argentinië en Mexico. De landen speelden tot op heden 32 keer tegen elkaar. De eerste ontmoeting, een groepswedstrijd tijdens het Wereldkampioenschap voetbal 1930, werd gespeeld in Montevideo (Uruguay) op 19 juli 1930. Het laatste duel, een groepswedstrijd tijdens het Wereldkampioenschap voetbal 2022, vond plaats op 26 november 2022 in Lusail (Qatar).

## Wedstrijden
| №  | Plaats       | Datum             | Competitie                   | Wedstrijd           | Uitslag |
| -- | ------------ | ----------------- | ---------------------------- | ------------------- | ------- |
| 1  | Montevideo   | 19 juli 1930      | WK 1930                      | Argentinië – Mexico | 6 – 3   |
| 2  | Mexico-Stad  | 13 maart 1956     | Vriendschappelijk            | Mexico – Argentinië | 0 – 0   |
| 3  | San José     | 10 maart 1960     | Vriendschappelijk            | Mexico – Argentinië | 2 – 3   |
| 4  | San José     | 17 maart 1960     | Vriendschappelijk            | Mexico – Argentinië | 0 – 2   |
| 5  | Buenos Aires | 28 maart 1962     | Vriendschappelijk            | Argentinië – Mexico | 1 – 0   |
| 6  | Mexico-Stad  | 22 augustus 1967  | Vriendschappelijk            | Mexico – Argentinië | 2 – 1   |
| 7  | Mexico-Stad  | 6 februari 1973   | Vriendschappelijk            | Mexico – Argentinië | 2 – 0   |
| 8  | Mexico-Stad  | 31 augustus 1975  | Vriendschappelijk            | Mexico − Argentinië | 1 − 1   |
| 9  | Monterrey    | 18 september 1984 | Vriendschappelijk            | Mexico – Argentinië | 1 – 1   |
| 10 | Buenos Aires | 25 oktober 1984   | Vriendschappelijk            | Argentinië – Mexico | 1 – 1   |
| 11 | Los Angeles  | 14 november 1985  | Vriendschappelijk            | Mexico – Argentinië | 1 – 1   |
| 12 | Puebla       | 17 november 1985  | Vriendschappelijk            | Mexico – Argentinië | 1 – 1   |
| 13 | Los Angeles  | 17 januari 1990   | Vriendschappelijk            | Mexico – Argentinië | 2 – 0   |
| 14 | Buenos Aires | 13 maart 1991     | Vriendschappelijk            | Argentinië – Mexico | 0 – 0   |
| 15 | Guayaquil    | 20 juni 1993      | Copa América 1993            | Argentinië – Mexico | 1 – 1   |
| 16 | Guayaquil    | 4 juli 1993       | Copa América 1993            | Argentinië – Mexico | 2 – 1   |
| 17 | Los Angeles  | 10 februari 1999  | Vriendschappelijk            | Argentinië – Mexico | 1 – 0   |
| 18 | Chicago      | 9 juni 1999       | Vriendschappelijk            | Mexico – Argentinië | 2 – 2   |
| 19 | Los Angeles  | 20 december 2000  | Vriendschappelijk            | Mexico – Argentinië | 0 – 2   |
| 20 | Los Angeles  | 4 februari 2003   | Vriendschappelijk            | Mexico – Argentinië | 0 – 1   |
| 21 | Chiclayo     | 10 juli 2004      | Copa América 2004            | Argentinië – Mexico | 0 – 1   |
| 22 | Los Angeles  | 9 maart 2005      | Vriendschappelijk            | Argentinië – Mexico | 1 – 1   |
| 23 | Hannover     | 26 juni 2005      | FIFA Confederations Cup 2005 | Mexico – Argentinië | 1 – 1   |
| 24 | Leipzig      | 24 juni 2006      | WK 2006                      | Argentinië – Mexico | 2 – 1   |
| 25 | Puerto Ordaz | 11 juli 2007      | Copa América 2007            | Mexico – Argentinië | 0 – 3   |
| 26 | San Diego    | 4 juni 2008       | Vriendschappelijk            | Mexico – Argentinië | 1 – 4   |
| 27 | Johannesburg | 27 juni 2010      | WK 2010                      | Argentinië – Mexico | 3 – 1   |
| 28 | Dallas       | 8 september 2015  | Vriendschappelijk            | Argentinië – Mexico | 2 – 2   |
| 29 | Córdoba      | 16 november 2018  | Vriendschappelijk            | Argentinië – Mexico | 2 – 0   |
| 30 | Mendoza      | 20 november 2018  | Vriendschappelijk            | Argentinië – Mexico | 2 – 0   |
| 31 | San Antonio  | 11 september 2019 | Vriendschappelijk            | Argentinië − Mexico | 4 – 0   |
| 32 | Lusail       | 26 november 2022  | WK 2022                      | Argentinië – Mexico | 2 − 0   |

## Samenvatting
| Competitie              | Totaal gespeeld | Winst Argentinië | Gelijk | Winst Mexico | Doelsaldo Argentinië – Mexico |
| ----------------------- | --------------- | ---------------- | ------ | ------------ | ----------------------------- |
| WK-eindronde            | 4               | 4                | 0      | 0            | 13 − 5                        |
| FIFA Confederations Cup | 1               | 0                | 1      | 0            | 1 − 1                         |
| Copa América            | 4               | 2                | 1      | 1            | 6 − 3                         |
| Vriendschappelijk       | 23              | 10               | 10     | 3            | 33 − 19                       |
| Totaal                  | 32              | 16               | 12     | 4            | 53 − 28                       |

Wedstrijden bepaald door strafschoppen worden, in lijn met de FIFA, als een gelijkspel gerekend.

## Details

### Dertiende ontmoeting
| Vriendschappelijk (Los Angeles, Verenigde Staten, 17 januari 1990): |              | |
| Mexico | 2 – 0        | Argentinië |
| Carlos Muñoz 33' Luis Roberto Alves 59' | goals        | |
| Ignacio Tréllez | bondscoach   | Carlos Bilardo |
| Pablo Larios Juan Hernández Alfred Tena Roberto Ruíz Esparza Héctor Esparza Marcelino Bernal Carlos Muñoz Gonzalo Farfán 69' Juan Manuel de la Torre 67' Luis Roberto Alves 63' Ricardo Peláez | opstellingen | Sergio Goycochea Néstor Fabbri Edgardo Bauza Julio Olarticoechea 82' Pedro Monzón José Basualdo Néstor Gorosito Sergio Batista Ricardo Giusti Carlos Alfaro Moreno Mauro Airez |
| Octavio Mora 63' Alfonso Sosa 67' Daniel Guzmán 69' | wissels      | 82' Diego Simeone |

### 21ste ontmoeting
| Copa América 2004 (Chiclayo, Peru, 10 juli 2004): |       |                  |
| Argentinië                                        | 0 – 1 | Mexico           |
|                                                   | goals | 9' Ramón Morales |

### 28ste ontmoeting
| Vriendschappelijk (Dallas, Verenigde Staten, 8 september 2015): |              | |
| Mexico | 2 – 2        | Argentinië |
| Javier Hernández 19' (pen.) Héctor Herrera 70' | goals        | 85' Kun Agüero 89' Lionel Messi |
| Ricardo Ferretti | bondscoach   | Gerardo Martino |
| Moisés Muñoz Héctor Moreno Rafael Márquez 86' Israel Jiménez Diego Reyes Miguel Layún Héctor Herrera 82' Andrés Guardado José Vázquez 66' Raúl Jiménez Javier Hernández 77' | opstellingen | Nahuel Guzmán 77' Martín Demichelis Facundo Roncaglia 71' Marcos Rojo Nicolás Otamendi 76' Fernando Gago Éver Banega Javier Mascherano 77' Ángel Correa 76' Carlos Tévez Lionel Messi |
| Jorge Torres 66' Carlos Vela 77' Jesús Dueñas 82' Oswaldo Alanís 86' | wissels      | 71' Emanuel Mas 76' Roberto Pereyra 76' Kun Agüero 77' Matías Kranevitter 77' Ezequiel Lavezzi                                                                                        |
| Rafael Márquez 42' | gele kaarten | 30' Nicolás Otamendi 90' Facundo Roncaglia |